# Normaalwaarde
De normaalwaarde (of referentiewaarde) is in de geneeskunde meestal niet een waarde, maar een interval, waarbinnen bij een bepaald onderzoek de uitkomst van dat onderzoek 'hoort te vallen'.
De meeste waarden die kunnen worden gemeten hebben een bepaalde waarschijnlijkheid van voorkomen. Er is een piek, waar de meeste bepalingen uitkomen; de kans op een hogere of lagere waarde wordt kleiner naarmate men verder van deze modus afgaat. Veel bepalingen zijn min of meer normaal verdeeld, maar veel bepalingen hebben ook een duidelijk scheve verdeling, met dan meestal aan de 'hoge' kant een veel langere staart dan aan de 'lage'. Bij leverenzymconcentraties als ALAT is de modus bijvoorbeeld 20, maar het minimum is altijd nul, terwijl 2000 ook voor kan komen. 
De normaalwaarde wordt nu in het algemeen zo gedefinieerd dat 95% van de onderzochte, gezonde mensen binnen de referentiegrenzen blijft. 
Dit houdt dus in dat men zelfs bij een gezond mens 5% kans heeft bij een willekeurige bepaling een afwijkende uitslag te vinden, en dat als men 20 bepalingen doet – in moderne ziekenhuizen als routine zeker niet ongebruikelijk – de kans is dat er ten minste één bij zit die abnormaal is de 100% begint te naderen (1 – 0,9520). Interpretatie van een bij toeval gevonden verhoogde waarde moet dus met voorzichtigheid geschieden. Een toevallig gevonden lichte verhoging van een bepaling die geen relatie heeft met de ziekte waaraan wordt gedacht heeft heel vaak geen betekenis.
Verder hangt het normale bereik vaak samen met geslacht en leeftijd van de patiënt en met andere gegevens, bijvoorbeeld hoe lang voor de bloedafname er nog gegeten is. 
Daarnaast zijn normaalwaarden afhankelijk van de analysemethode waarmee ze zijn vastgesteld. Dit betekent dat voor de interpretatie van een testuitslag altijd gerefereerd moet worden aan de bijbehorende normaalwaarden.